# Dioxyna planicapitis
Dioxyna planicapitis är en tvåvingeart som först beskrevs av Erich Martin Hering 1941.  Dioxyna planicapitis ingår i släktet Dioxyna och familjen borrflugor. Inga underarter finns listade i Catalogue of Life.